# Hold Me for a While
Hold Me for a While ist ein Lied der schwedischen Country-Dance-Band Rednex aus dem Jahre 2000. Die dritte Singleauskopplung aus ihrem zweiten Studioalbum … Farm Out! wurde von L. Teijo und Ranis Edenberg geschrieben, sowie von Utti Larsson produziert.

## Musik und Text
Hold Me for a While ist eine Pop-Ballade, die Elemente der Country-Musik beinhaltet. Sie zeichnet sich durch melodisches Gitarrenspiel, weiche Keyboardklänge, einen sich dramatisch steigernden Aufbau sowie eine Bridge, in welcher ein Chor einsetzt, der mit der Sängerin gemeinsam auch den letzten Refrain einsingt, aus. Whippy übernimmt die alleinigen Leadvocals; an einigen Stellen wird sie von Backgroundsängerinnen begleitet, beziehungsweise ergänzt. Zusätzlich zur Album Version gibt es auch ein auf der Single und im Musikvideo verwendetes Radio Edit, welches zwar dieselben musikalischen Merkmale aufweist, allerdings im Vergleich zur Originalversion um etwa eineinhalb Minuten gekürzt ist. In ihm fehlt die komplette erste Strophe sowie Teile des ersten Refrains.
Das Lied ist aus der Perspektive einer Frau geschrieben, die mit ihrem Geliebten den letzten gemeinsamen Abend verbringt, bevor dieser durch nicht näher erläuterte Umstände am nächsten Tag aufbrechen und meilenweit weg reisen muss. Es wird nicht erklärt, ob die Trennung endgültig oder vorübergehend ist. Die Ich-Erzählerin, die ihren Liebsten besingt, erkennt auf dessen Gesicht Tränen und beklagt auch selbst, wie sehr sie seine Küsse und Berührungen vermissen wird. Sie bittet ihn, ihr eine letzte Nacht voller Liebe zu schenken, sowie sie für eine Weile zu halten, bevor der Morgen ihn ihr wegnimmt.

## Musikvideo
Das Musikvideo beginnt mit der Einstellung der Ruine eines steinernen Torbogens, der im Wald steht. Es materialisiert sich dort eine in einen roten Umhang gehüllte Zauberin, die Rosenblüten in den Wind pustet, welche über einen See fliegen. Ein Kind in einem Lendenschurz läuft aus einem Baum heraus und sieht eine Gruppe von drei Abenteurern, die zunächst auf einem Ruderboot den Fluss überqueren, und später, vom Kind angeführt, durch den Wald marschieren. Es führt die Männer am Ende zur Zauberin, die eine Art magisches Portal öffnet, durch das sie hindurch gehen. Einer von ihnen umarmt sie dabei. Whippy steht währenddessen abwechselnd in einer Wüsten- und einer Berglandschaft und singt das Lied; sie trägt ein prunkvolles, grünes Kleid, dessen lange Schleier hinter ihr im Wind wehen.

## Erfolg

### Charts und Chartplatzierungen
Hold Me for a While war im deutschsprachigen Europa ein moderater kommerzieller Erfolg. In Deutschland erreichte der Titel Platz 25, in Österreich Platz 16 und in der Schweiz Platz 19. Im Rest der Welt konnte sich das Lied nicht in den Charts platzieren.
| ChartsChartplatzierungen | Höchstplatzierung | Wochen |
| ------------------------ | ----------------- | ------ |
| Deutschland (GfK)        | 25 (9 Wo.)        | 9      |
| Österreich (Ö3)          | 16 (12 Wo.)       | 12     |
| Schweiz (IFPI)           | 19 (15 Wo.)       | 15     |

## Valentine Version
Im Jahre 2019 nahmen Rednex den Titel unter dem Namen Hold Me for a While (Valentine Version) neu auf. Die Instrumentalisierung ist dabei deutlich minimalistischer als in der Originalversion; die Leadstimme wird ausschließlich von der Gitarre, stark in den Hintergrund gemischten Keyboards und Backgroundgesang begleitet. Nach dem dritten Refrain endet diese Version unmittelbar vor dem Einsatz des Chors in der ursprünglichen Fassung. Die Valentine Version konnte sich weltweit nicht in den Charts beweisen.